# Trượt bánh sau (đua xe thể thao)

Một sơ đồ cho thấy hai kỹ thuật trượt bánh sau khác nhau.

Trượt bánh sau (hay ít phổ biến là trượt lốp sau, tiếng Anh: drifting (motorsport)) là một kỹ thuật lái xe khi tài xế cố ý rẽ gấp, làm mất lực kéo, đồng thời duy trì kiểm soát và lái xe qua toàn bộ một góc cua. Kỹ thuật này làm cho góc trượt sau vượt quá góc trượt trước đến mức mà các bánh trước thường hướng ngược chiều với hướng rẽ (ví dụ: nếu xe đang rẽ trái, bánh xe hướng sang phải và ngược lại, còn được gọi là đánh lái nghịch hay đánh lái ngược).